# وینگر بند (آلاباما)
وینگر بند (به انگلیسی: Vinegar Bend) شهرکی در شهرستان واشینگتن ایالت آلاباما است که مساحت آن ۲۴٫۵۳ کیلومترمربع است و در سرشماری سال ۲۰۱۰ میلادی، ۱۹۲ نفر جمعیت داشته و تراکم جمعیتی آن، ۷٫۸۳ در کیلومترمربع بوده است.